# Mamulğan
Mamulğan è un comune dell'Azerbaigian situato nel distretto di Yardımlı.